# 赛雷 (巴西)
赛雷（葡萄牙語：Sairé）是巴西伯南布哥州的一个市镇。总面积198.78平方公里，总人口13872人，人口密度69.8人/平方公里。